# سمنات (تڭموت)
سمنات هي إحدى مشيخات المملكة المغربية، تتبع جغرافيا لإقليم طاطا وإداريًا لتڭموت. يقدر عدد سكانها بـ 1332 نسمة حسب الإحصاء الرسمي للسكان والسكنى لسنة 2004.